# Bancada (mecánica)
La bancada es el órgano que constituye la parte inferior del motor, sirve de soporte para las piezas rotantes y como pared de contención para el aceite lubricante. Debe tener la resistencia para soportar los esfuerzos internos provenientes del sistema biela-manivela, la cupla de reacción y en el caso de los motores navales, el empuje de la hélice.

## Descripción
Según el tipo de motor la bancada adopta distintas formas basándose en la potencia, el diseño del motor y en los esfuerzos a los que se expone. Pero a rasgos generales es una pieza formada por dos perfiles "doble T" construidos usualmente en acero de fundición (Acero con una relación de carbono superior al 2%) Las caras de dichos perfiles están terminadas en una superficie maquinada, completamente plana y alisada para apoyar sobre ella los bastidores o columnas que servirán de sustento a la parte alta del motor al mismo tiempo que entre ellas formarán un pozo o batea llamado cárter donde se recoge el aceite. Estas bandejas o bateas van dotadas de tubos de gran diámetro para que el aceite pueda pasar libremente por su propio peso al tanque de lubricación ubicado debajo para que se descargue allí. Una vez que sucede esto, mediante la bomba de aceite se lo reenvía nuevamente al circuito de lubricación.
Lo perfiles están unidos entre sí mediante tabiques transversales sobre los cuales se han labrado hendiduras semicirculares para que en ellas se ubiquen los cojinetes de bancada y sobre ellos a su vez descanse el cigüeñal.

## Su construcción según la clase de motor
En los motores de baja potencia y en la mayoría de los de mediana potencia, la bancada forma una sola pieza en conjunto con el bastidor y el block de cilindros por razones de simplicidad y por el menor costo de producción, a diferencia de los motores de alta potencia donde por motivos de servicio y manutención, se construye en varias secciones, que después se unen entre sí mediante tornillos ajustados, formando un conjunto de gran solidez.
En los buques, la bancada va atornillada al casco por medio de polines y deberá formar un conjunto que no flexione bajo ninguna situación de carga y si lo hiciera, que sea en una dimensión tal que esté comprendida dentro de los valores admitidos.
- Bancadas para motores rápidos: Diseñados para obtener una rigidez estructural longitudinal y torsional sin excederse en el peso. Junto con los montantes forman una sola caja.

- Bancadas para motores de mediana potencia: En estos motores los órganos conservan las características de los motores rápidos. Excepto la bancada y el bastidor donde la construcción muchas veces se asemeja a la de los motores lentos a causa de la robustez y de las dimensiones requeridas.

- Bancada para motores lentos: Difieren notablemente de las bancadas y bastidores de los motores anteriormente mencionados. De forma esquemática se encuentra formado por dos vigas longitudinales unidas en sentido transversal por tabiques raforzados de nervios que llevan el alojamiento para el cojinete.

## Elementos que constituyen a la bancada
- Vigas longitudinales: Son las encargadas de soportar los esfuerzos longitudinales a los que se expone el motor. En motores de alta potencia, estas vigas longitudinales son dos perfiles "doble T", construidos en acero de fundición. En motores de media y baja potencia, la bancada está construida en una sola pieza.

- Puentes transversales: Los puentes transversales generalmente son perfiles en I encargados de soportar los esfuerzos transversales vomo así también ser la unión entre los dos perfiles Doble T. En su parte superior se encuentran los alojamientos donde, cojinetes mediante, se ubican los pernos del cigüeñal.

- Superficie de apoyo del montante: Debe ser completamente plana y está perfectamente maquinada para que las fuerzas del peso del montante se distribuyan equitativamente.

- Alojamiento del cigüeñal: En dicho alojamiento gira el cigüeñal y se absorben todas las fuerzas generadas por los distintos comportamientos del pistón.

## Tirantes
Son barras de acero de alta resistencia con rosca y tuerca en ambos extremos que ajustan en sentido longitudin a la bancada, el bastidor y el block. Es así que cuando se produce la explosión son en realidad los tirantes y no el bastidor los que soportan la tracción, pudiendo se así construir bastidores más livianos disminuyendo el peso del motor. La superficie de los tirantes debe poseer un acabado perfecto para no presentar zonas debilitadas a los esfuerzos intermitentes de tracción.
Los tirantes pasan dentro de las columnas del bastidor a través de orificios practicados en los blocks, sin tener contacto con el agua de refrigeración de la tapa de cilindro ni del block. En las columnas del bastidor van colocados en sentido diametral unos pernos que se ajustan hasta hacer contacto con la superficie de un aro postizo colocado en el tirante, su finalidad es la de evitar vibraciones que se producirían en los tirantes debido a su longitud. 
El apriete de los tirantes de una operación fundamental. Generalmente se realiza estirando los mismos mediante un mecanismo hidráulico que se rosca en la cabeza del tirante y apoya en el block de cilindros para efectuar dicho trabajo, cuando se llega a la presión hidráulica determinada por el fabricante la que asegura una determinada elongación del tirante, se ajusta la tuerca a mano. La presión empleada en grandes motores oscila normalmente entre 700 y 750 kg/cm².
- Datos: Q16301730